# Acrochordus
Acrochordus è un genere di serpenti diffuso in India, Indocina, Indonesia, Australia e nei mari attigui. È l'unico componente della famiglia degli acrocordidi (Acrochordidae) e comprende tre specie, comunemente note come serpenti dalle verruche o serpenti lima, per via della loro pelle caratteristica.

## Descrizione
Gli acrocordi, lunghi da 60 centimetri a 2,5 metri, possiedono una testa larga e appiattita, distinta dal collo, un corpo massiccio e molto pesante, tozzo, e un tipo di pelle decisamente particolare, che forma abbondanti pieghe dermiche che la fanno assomigliare alla proboscide di un elefante; per questo motivo, gli acrocordi sono noti anche con il nome di "serpenti proboscide". Le squame, anziché sovrapporsi come nella maggior parte dei serpenti, sono semplici proiezioni piramidali poste una accanto all'altra. La pelle, soprattutto nella specie Acrochordus granulatus, è molto sottile e tende a strapparsi facilmente sulla terraferma.
Gli occhi sono molto piccoli, e si trovano nella parte superiore del muso, così come le narici, che sono anche dotate di una valvola di chiusura a tenuta d'acqua. La coda è sottile e relativamente breve: in genere non oltrepassa il decimo di lunghezza dell'intero animale. Queste caratteristiche sono in sostanza adattamenti per l'ambiente marino in cui vivono gli acrocordi.

## Biologia
Gli acrocordi non abbandonano l'ambiente acquatico neppure per riprodursi, da tanto sono legati alla vita marina. Sono serpenti ovovivipari e possono partorire fino a trenta piccoli perfettamente formati. Il loro habitat include paludi, fiumi, stagni, ma dal momento che sono ottimi nuotatori vivono anche in mare aperto e lungo le coste. Spesso gli acrocordi se ne stanno ancorati sul fondo, tenendosi fissati con la coda prensile alle alghe. La dieta è costituita principalmente da pesci, che riescono a catturare grazie a una dentatura decisamente sviluppata. Quando gli acrocordi sentono il bisogno di aria, risalgono in superficie e rimangono semisommersi, lasciando esposti solo occhi e narici, in un modo molto simile a quello degli ippopotami e dei coccodrilli.

## Tassonomia
Le tre specie note sono Acrochordus javanicus (la più grande), Acrochordus granulatus e Acrochordus arafurae. Questi serpenti costituiscono una strana famiglia di ofidi, dalle caratteristiche relativamente primitive. Oltre a queste specie, vi sono resti fossili appartenenti al genere Acrochordus risalenti al Miocene inferiore (circa 18 milioni di anni fa) della Thailandia. Un'altra grande specie fossile, Acrochordus dehmi, è stata rinvenuta in India e risale al Miocene superiore (circa 7 milioni di anni fa).
Alcuni studiosi, in passato, li hanno classificati come parenti più primitivi dei boidi, mentre negli ultimi decenni si preferisce considerarli inseriti in una superfamiglia a sé stante, quella degli acrocordoidi (Acrochordoidea); sono considerati i più stretti parenti della superfamiglia dei colubroidi (Colubroidea).

## Sfruttamento commerciale
Questi animali stanno rapidamente diventando rari, poiché le loro pelli vengono utilizzate per realizzare borsette e altri oggetti. Numerosi tentativi sono stati fatti da zoo e collezionisti privati per tenere gli acrocordi in cattività, ma in tutti i casi essi si sono dimostrati riluttanti a nutrirsi e con una strana tendenza alle infezioni della pelle.